# Преображеновка (Казахстан)
Преображе́новка (каз. Преображеновка) — село у складі Каргалинського району Актюбінської області Казахстану. Входить до складу Ащилисайського сільського округу.
Населення — 93 особи (2021; 155 у 2009, 220 у 1999, 354 у 1989).